# Gaston Giran
Roger Gaston Giran (* 12. Februar 1892 in Paris; † 26. April 1944 in Villejuif) war ein französischer Ruderer.

## Biografie
Gaston Giran wurde zusammen mit Alfred Plé bei den Ruder-Europameisterschaften 1920 in Mâcon Europameister im Doppelzweier. Bei den Olympischen Sommerspielen 1920 in Antwerpen holte das Duo in der Doppelzweier-Regatta die Bronzemedaille. Vier Jahre später gewannen Giran und Plé bei den Europameisterschaften in Amsterdam Bronze.
Gaston Giran startete für die Société Nautique de la Marne aus Joinville-le-Pont, wo er in einer Kunststofffabrik tätig war.